# Midnight Madness (canción)
«Midnight Madness» es un sencillo de la banda de rock británica The Chemical Brothers, tomada de su álbum Brotherhood. Fue lanzado el 3 de agosto de 2008 en el Reino Unido, seguido por un lanzamiento en los Estados Unidos el 19 de agosto de 2008. La canción es una versión más corta de "Electronic Battle Weapon 10", que fue lanzado poco antes. La canción aparece en el juego Pro Evolution Soccer 2010 de la saga de Konami.

## Vídeo
El vídeo se desarrolla en un callejón trasero y un almacén en Londres. Comienza con un duende (interpretado por Daniel Ilabaca, principalmente), que salta de un contenedor de basura, y empieza a bailar. Su baile lo lleva a cabo del callejón y hasta en los tejados cercanos, a continuación, en un teatro. El duende comienza el breakdance en el escenario. Sale, salta sobre un coche de policía, y los viajes de vuelta a la basura, cuando salta en los momentos antes de que un hombre camina hacia el callejón y vertederos de una bolsa de basura en el basurero.
La segunda versión muestra el Google Earth, y el zum en pequeños puntos que tienen el logotipo de Chemical Brothers. Muestran videos de personas en todo el mundo bailando Midnight Madness.

## Lista de canciones
1. "Midnight Madness (EBW 10 Version)" - 5:13
2. "Midnight Madness (Extended Version)" - 8:10
3. "Midnight Madness (Album Version)" - 4:11
4. "Midnight Madness (Radio Edit Version)" - 3:35

- Datos: Q6842716